# 49698 Váchal
49698 Váchal è un asteroide della fascia principale. Scoperto nel 1999, presenta un'orbita caratterizzata da un semiasse maggiore pari a 2,3856836 UA e da un'eccentricità di 0,0667810, inclinata di 7,20955° rispetto all'eclittica.